# Reiner Castro
Reiner Alvey Castro Barrera (El Vigía, 10 gennaio 1994) è un calciatore venezuelano, attaccante del Dep. Puerto Montt.